# Edo-Tokio-Freilicht-Architekturmuseum

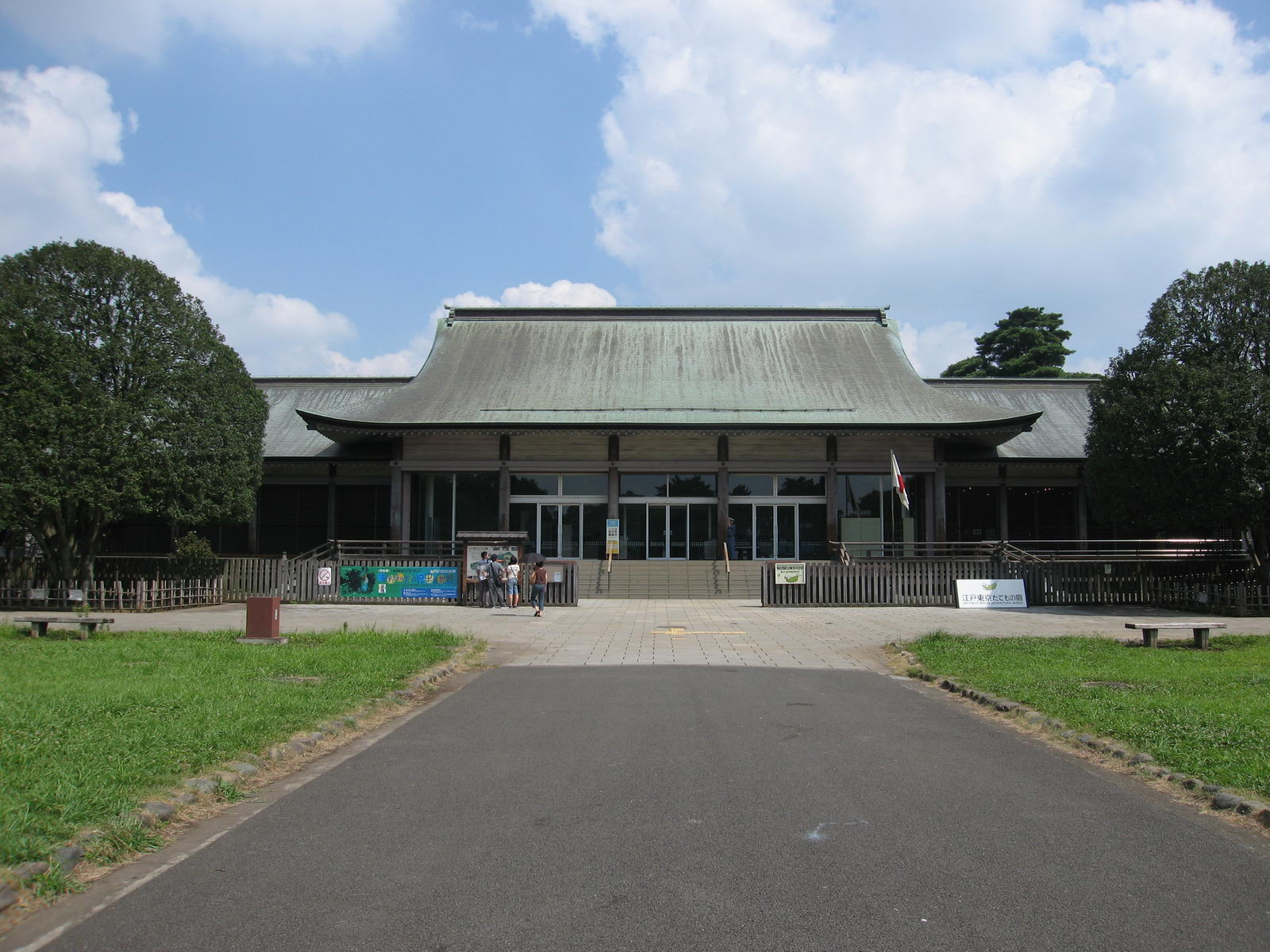
Haupteingang des Edo-Tokio-Freilicht-Architekturmuseums (erbaut 1940)

Das Edo-Tokio-Freilicht-Architekturmuseum (japanisch 江戸東京たてもの園, Edo Tōkyō Tatemono En, wörtlich „Edo Tokyo Gebäudegarten“) ist ein Museum für historische japanische Gebäude im Koganei-Park in Koganei, Präfektur Tokio, Japan.
Das Museum ist eine selbstständige Außenstelle des Edo-Tokyo-Museums, das am 28. März 1993 eröffnet wurde. Das Freilichtmuseum umfasst eine Vielzahl von Gebäuden, von der japanischen Mittelschicht bis zu Häusern wohlhabender und mächtiger Persönlichkeiten wie dem ehemaligen Premierminister Takahashi Korekiyo. Das Architekturmuseum ermöglicht es den Besuchern, eine Vielzahl von Gebäuden mit unterschiedlichen Stilen, Epochen und Funktionen zu betreten und zu erkunden, von Häusern der Oberschicht über Geschäfte aus der Vorkriegszeit bis hin zu öffentlichen Bädern (Sentō) und Gebäuden im westlichen Stil der Meiji-Zeit, die normalerweise für Touristen unzugänglich oder im heutigen Tokio nicht mehr vorhanden sind.
Das Museum teilt sich in drei Areale, den westlichen, den mittleren und den östlichen. In der Westzone befinden sich das Foto-Studio Tokiwadai und Wohngebäude wohlhabender Personen, wie zum Beispiel das Haus von Kunio Maekawa aus dem Jahre 1942. Hier befindet sich ebenfalls das Haus des deutschen Architekten Georg de Lalande aus dem Jahre 1910 in der Meiji-Zeit. In der Mittelzone sind unter Anderen das Jisho-in-Mausoleum (Otama-ya) aus dem Jahr 1652 (Edo-Zeit) und das Haus von Takahashi Korekiyo von 1902 zu sehen. In der Ostzone ist das Badehaus Kodakara von 1929 (Shōwa-Zeit), die Bar Kagiya aus dem Jahre 1856 (Edo-Zeit) und Geschäftsgebäude, wie zum Beispiel für Schreibwaren, Blumen und Sojasaucen untergebracht. Des Weiteren sind hier ein Straßenbahnwagen von 1962 und der Omnibus Isuzu TSD43 aus dem Jahre 1968 zu sehen.

## Sonstiges
Hayao Miyazaki:
Den Anime-Regisseur Hayao Miyazaki verbindet einiges mit dem Architekturmuseum.
- Am 17. März 2000 war das Studio Ghibli auf der Suche nach einem Handlungsort für den Film Chihiros Reise ins Zauberland und wurde hier fündig.[2][3]

- Miyazaki liebt das Architekturmuseum und besuchte es oft zu Inspirationszwecken während der Entstehung des Films Chihiros Reise ins Zauberland.[4][5]

- Am 12. Oktober 2002 gab es Außenaufführungen des Films Chihiros Reise ins Zauberland im Freilichtmuseum.[6][7][8]

- Das Maskottchen „Edomaru“ (jap. えどまる) des Museums wurde von Hayao Miyazaki entworfen.[9][10]

- Hayao Miyazaki ist Ehrenbürger der Stadt Koganei, in der sich das Studio Ghibli und das Edo-Tokio-Freilicht-Architekturmuseum befindet.[11]

Eine Auflistung von Objekten des Museums, die in den Film Chihiros Reise ins Zauberland Einzug genommen haben, befindet sich hier.